# Christopher Lewis
Christopher Lewis (Santa Monica, 2 aprile 1956) è un ex tennista statunitense.

## Carriera
Nei tornei del Grande Slam ha ottenuto il suo miglior risultato raggiungendo le semifinali di doppio misto all'Open di Francia nel 1980, in coppia con la connazionale Leslie Allen.